# Jiangxi International Women's Tennis Open 2019
Jiangxi International Women's Tennis Open 2019 — професійний тенісний турнір, що проходив на кортах з твердим покриттям у Наньчані (Китай). Відбувся вшосте. Належав до категорії International в рамках Туру WTA 2019. Тривав з 9 до 15 вересня 2019 року.

## Очки і призові

### Нарахування очок
| Дисципліна       | П   | Ф   | ПФ  | ЧФ | 1/8 | 1/16 | Q   | Q2  | Q1  |
| Одиночний розряд | 280 | 180 | 110 | 60 | 30  | 1    | 18  | 12  | 1   |
| Парний розряд    | 280 | 180 | 110 | 60 | 1   | Н/Д  | Н/Д | Н/Д | Н/Д |

### Призові гроші
| Дисципліна       | П       | Ф       | ПФ      | ЧФ     | 1/8    | 1/16   | Q2     | Q1   |
| Одиночний розряд | $43,000 | $21,400 | $11,500 | $6,175 | $3,400 | $2,100 | $1,020 | $600 |
| Парний розряд    | $12,300 | $6,400  | $3,435  | $1,820 | $960   | Н/Д    | Н/Д    | Н/Д  |

## Учасниці основної сітки в одиночному розряді

### Сіяні учасниці
| Країна    | Гравчиня          | Рейтинг1 | Сіяна |
| --------- | ----------------- | -------- | ----- |
| КНР       | Ч Шуай            | 34       | 1     |
| КНР       | Ван Яфань         | 50       | 2     |
| Польща    | Магда Лінетт      | 53       | 3     |
| Казахстан | Олена Рибакіна    | 69       | 4     |
| Швеція    | Ребекка Петерсон  | 71       | 5     |
| Швейцарія | Вікторія Голубич  | 75       | 6     |
| Україна   | Катерина Козлова  | 76       | 7     |
| Чехія     | Крістина Плішкова | 86       | 8     |

- Рейтинг подано станом на 26 серпня 2019

### Інші учасниці
Нижче наведено учасниць, які отримали вайлдкард на участь в основній сітці:
- Гао Сіню
- Лю Фанчжоу
- Сюнь Фан'їн

Нижче наведено гравчинь, які пробились в основну сітку через стадію кваліфікації:
- Грета Арн
- Жаклін Крістіан
- Anna Danilina
- Яна Фетт
- Джуліана Ольмос
- Пеангтарн Пліпич

### Відмовились від участі
До початку турніру
- Тімеа Бабош → її замінила  Даліла Якупович
- Мона Бартель → її замінила  Саманта Стосур
- Ірина-Камелія Бегу → її замінила  Сара Еррані
- Ежені Бушар → її замінила  Ніна Стоянович
- Марія Бузкова → її замінила  Wang Xinyu
- Івана Йорович → її замінила  Лара Арруабаррена
- Світлана Кузнецова → її замінила  Пен Шуай
- Вікторія Кужмова → її замінила  Анкіта Райна

### Знялись
- Моніка Нікулеску (травма лівого коліна)
- Ч Шуай (запаморочення)

## Учасниці основної сітки в парному розряді

### Сіяні пари
| Країна   | Гравчиня          | Країна    | Гравчиня        | Рейтинг1 | Сіяна |
| -------- | ----------------- | --------- | --------------- | -------- | ----- |
| Сербія   | Александра Крунич | Білорусь  | Лідія Морозова  | 105      | 1     |
| КНР      | Пен Шуай          | КНР       | Ч Шуай          | 120      | 2     |
| Словенія | Даліла Якупович   | Австралія | Джессіка Мур    | 144      | 3     |
| Чилі     | Алекса Гуарачі    | Мексика   | Джуліана Ольмос | 156      | 4     |

- Рейтинг подано станом на 26 серпня 2019

### Інші учасниці
Нижче наведено пари, які отримали вайлдкард на участь в основній сітці:
- Цзян Сіньюй /  Тан Цяньхуей
- Сунь Сюйлю /  Чжен Ушуан

Наведені нижче пари отримали місце як заміна:
- Пеангтарн Пліпич /  Сюнь Фан'їн

### Відмовились від участі
До початку турніру
- Моніка Нікулеску (травма лівого коліна)

## Переможниці та фіналістки

### Одиночний розряд
- Ребекка Петерсон —  Олена Рибакіна, 6–2, 6–0

### Парний розряд
- Wang Xinyu /  Чжу Лінь —  Пен Шуай /  Ч Шуай, 6–2, 7–6(7–5)